# Serapa
Serapa war eine antike römische Goldschmiedin, die in der ersten Hälfte des 1. Jahrhunderts in Rom tätig war.
Serapa ist neben Pompeia Helena, Sellia Epyre und Viccentia eine von nur ganz wenigen namentlich bekannten römischen Frauen im goldverarbeitenden Gewerbe. Wie auch die anderen Frauen ist sie einzig durch ihre Grabinschrift bekannt. Diese wurde im monumentum marcellae in der Vigna Codini an der Via Appia gefunden, einem von Angehörigen des Kaiserhauses gestifteten und verwalteten Columbarium. Hier wurden in erster Linie Sklaven und Freigelassene bestattet, für die das Kaiserhaus oder Mitglieder des Kaiserhauses Verantwortung hatten. Die nicht ganz vollständig erhaltene Inschrift lautet:

“BIA CYPA / VIX ANN XXIII / SERAPA OCTAVIAE / AVGVSTI AVRIFEX FECIT / SIBI ET CONTVBERNALI / SVAE CARISSIMAE // D M SACR / ECHIONI VIX ANN XXIII / SERAPA OCTAVIAE AVVST / AVRIX FECIT SIBI”

„[Fa]bia Cypa[re] / vix(it) ann(os) XXIII / Serapa Octaviae / Augusti aurifex fecit / sibi et contubernali / suae carissimae // D(is) M(anibus) sacr(um) / Echioni vix(it) ann(os) XXIII / Serapa Octaviae Au<g=C>ust(i) / auri<fe=II>x fecit sibi“

Demnach starb Serapa in ihrem 23. Lebensjahr. Der Beiname Octaviae weist sie als Freigelassene der Octavia, Tochter des Claudius und ersten Ehefrau Neros aus, unwahrscheinlicher der Octavia Maior oder gar der Octavia Minor. Als augusti aurifex arbeitete sie offenkundig in den kaiserlichen Werkstätten, die für verschiedene repräsentative Handwerke repräsentative Stücke schufen und etwa auch für die Steinschneidewerkstatt des Dioskurides belegt ist. Sie war mit dem ebenfalls im Alter von 23 Jahren verstorbenen Goldschmied Fabius verheiratet, mit dem sie sich auch das Grab teilte. Die Inschrift befindet sich heute in der Inschriftensammlung der Kapitolinischen Museen. Der Name Serapa ist griechischer Herkunft und kommt vom Namen des Gottes Serapis. Dies ist nicht ungewöhnlich, viele Handwerker in Rom, nicht zuletzt des Kaiserhauses, stammten aus dem griechischen Osten.
Welcher Art genau die Arbeit der Serapa war, ist unklar, signierte Werke sind nicht erhalten. Ob sie wirklich als klassische Goldschmiedin arbeitete, oder ähnlich der Sellia Epyre und der Viccentia im textilverarbeitenden Gewerbe (Goldstickerin oder Goldbortenwirkerin), muss Spekulation bleiben.